# Serrat de Dorve
El Serrat de Dorve és una serra del terme municipal de la Guingueta d'Àneu, a la comarca del Pallars Sobirà, dins del territori de l'antic municipi de Jou.
Assoleix una elevació màxima de 1.743,9 metres, i està situada damunt del poble de Dorve, que arrecera pel nord-oest. Fa de límit nord-occidental de la vall que acull el Barranc de la Costa i lo Barranc, els dos barrancs paral·lels entre els quals es troba Dorve. En el seu extrem nord-est, el seu punt més elevat, hi ha el Turó de l'Àliga.